# Mathilde Verne
Mathilde Verne, geborene Mathilde Wurm (* 25. Mai 1865 in Southampton; † 4. Juni 1936 in London) war eine englische Pianistin und Musikpädagogin.

## Leben
Die Tochter des aus Deutschland stammenden Organisten und Musiklehrers Johann Evangelist Wurm und der Musiklehrerin Sophie Niggli wurde gleich ihren Schwestern Mary Wurm, Alice Verne-Bredt und Adela Verne von diesem und ihrer Mutter unterrichtet und trat bereits in ihrer Kindheit als Pianistin auf. Sie studierte bei Franklin Taylor am Royal College of Music in London und Mitte der 1880er Jahre am Hochschen Konservatorium in Frankfurt bei Clara Schumann.
Nach ihrer Rückkehr nach London begann sie eine erfolgreiche Laufbahn als Pianistin. Sie debütierte bei den Saturday Popular Concerts in der St. James Hall mit Wilma Norman-Neruda und Alfredo Piatti in Mendelssohns c-Moll-Trio, führte Beethovens c-Moll-Klavierkonzert unter Leitung von George Henschel bei den London Symphony Concerts auf und trat von 1903 bis 1907 regelmäßig bei den Queen’s Hall Promenade Concerts unter Leitung von Henry Wood und von 1908 bis 1912 bei den Sunday Afternoon Concerts auf.
1907 gründete sie mit Beatrice Langley an der Aeolian Hall die Thursday Twelve O’Clocks, eine kammermusikalische Konzertreihe, die fast dreißig Jahre Bestand hatte. Als Solistin widmete sie sich insbesondere den Werken Robert Schumanns und Johannes Brahms’.
Bereits in Frankfurt begann Verne zu unterrichten, so war sie u. a. die Lehrerin von Clara Schumanns Enkelin Julie. In London vertrat sie kurze Zeit Edward Dannreuther am Royal College of Music. Nachdem sie längere Zeit privaten Unterricht gegeben hatte, gründete sie 1909 mit ihrer Schwester Alice die Mathilde Verne School of Pianoforte Playing (später Mathilde Verne College of Music), die bis in die 1930er Jahre bestand und einen hervorragenden Ruf hatte. Nach eigenen Angaben hat Verne im Laufe ihres Lebens 1400 Schüler unterrichtet, darunter Musiker wie Moura Lympany, Herbert Menges, Thomas Dunhill, Harold Samuel, Solomon Cutner und ihren Neffen John Vallier sowie Elizabeth Bowes-Lyon, die spätere „Queen Mom“.